# 禅 ZEN
『禅 ZEN』（ぜん）は、2009年1月10日公開の日本映画。鎌倉時代初期の禅僧であり、曹洞宗の開祖である道元禅師の生涯を描く。大谷哲夫の小説『永平の風 道元の生涯』を原作とする。

## ストーリー
曹洞宗を開き禅の教えを説いた鎌倉時代の僧、道元禅師の生涯を描く歴史ロマン。幼い頃に母を亡くした道元は、人々の心の救いとなる悟りを得るため、仏道の正師を求める。24歳となった道元は入宋した。しかし、この国の仏道も役人への賄賂が横行し、腐敗を極めていた。失意の道元の前に、若いころの友人で将軍源実朝暗殺犯として処刑された源氏の御曹司源公暁に瓜二つの青年僧が現れる。青年僧の名は寂円。寂円の案内により、道元は最初に入宋した時に錫を止めた天童山に帰り、時の住職となっていた、如浄禅師と相見する。如浄は一目で道元の器量を見抜き、道元は如浄に正師を見出した。こうして、道元は如浄のもとで修行を積むことになる。そして、ある夏の夜明け、道元は悟りを得た。「只管打坐（しかんたざ）」の考えに目覚め、大宋国での修行より帰国した道元禅師、勢力入り乱れる鎌倉時代、道元は禅の教えを広めようとしていた。困窮する人々にも権力者にもわけ隔てなく、出会った人々に真の教えを説いていく。帰国した道元は、建仁寺に身をよせ、『普勧坐禅儀』の執筆に取りかかる。周囲の堕落した僧たちからは孤立するが、弁道に精進する道元の姿勢に、共感を覚える者も現れはじめていた。その中には、若き僧の俊了、元達磨宗の懐奘、道元をたずねて宋からはるばるやってきた寂円もいた。再会を果たした道元と寂円は、日本に如浄禅師の教えを打ち立てることを決意する。しかし、宗派を否定した道元の教えは、比叡山から邪教の烙印を押されてしまう。叡山の僧兵、公仁らに圧迫される道元を救ったのは、鎌倉幕府の六波羅探題、波多野義重だった。義重の勧めで、道元たちは洛外深草の安養院に身を寄せる。道元に心打たれた者の中に、遊女のおりんもいた。乳飲み子と怠惰な夫の松蔵を養い希望のない日々を送っていたおりんも、道元との出会いによって心の変化を感じていた。乳飲み子を失い、自暴自棄になったおりんの心を救ったのもまた、道元の教えだった。やがて、道元の隆盛を妬む叡山の僧兵によって深草に建てられた興聖寺が襲撃される。道元は再び義重の勧めで、越前志此庄に移り、大仏寺（のちの永平寺）が建立された。そこで、おりんも道元の門下生となる。永平寺に入った道元は、如浄禅師の教えを実践するべく、さらに門弟たちの指導に励んでいた。そんな中、義重が永平寺を訪れる。「時の執権、北条時頼はこれまでの度重なる戦で流した血により、毎夜怨霊に苦しめられている。どうか禅の真髄を説いて時頼公を救って欲しい」という申し出に、道元は寂円と共に鎌倉へと赴く。鎌倉では、憔悴した時頼が待っていた。「正伝の仏法とはどのようなものだ」と問う時頼に、道元は「只管打坐・・・ただ坐り、あるがままの真実の姿を見ることこそ、悟りなのです」と語りかけ、池に映る月を見せる。「この池の月が斬れますか？」とたずねる道元に、時頼は太刀を抜き、水面を叩き斬る。しかし、波紋はすぐに静まり、水面にはもとのように月が宿る。その様子を見せた道元は時頼に論じる。「なにをしようとも月は消えることはない。同じように怨霊の苦しみはすなわちあなたの苦しみ。この苦悩をすべて受け入れる。そのためには己を捨てて坐禅あるのみ。煩悩を解き放ち、無になるのです。あなたは救われたいと願いながら、何ひとつ捨てる勇気がないのだ！」。激昂して太刀を抜く時頼。道元と寂円は静かに坐禅に入る。ひたすらの坐禅に、やがて時頼も太刀を捨て、坐禅に加わるのだった。雪深い冬の永平寺。ついに道元は仏法を追求した生涯を終えようとしていた。参禅の鐘が鳴る中、僧堂で坐禅をする道元。命朽ち果ててもなお、坐禅を続ける姿に、僧たちは静かに涙を流す。こうして、道元は54年の生涯に幕を下ろした。

## キャスト
- 道元 - 中村勘太郎
- おりん - 内田有紀
- 北条時頼 - 藤原竜也（友情出演）
- 寂円、源公暁（二役） - テイ龍進
- 俊了 - 高良健吾
- 義介 - 安居剣一郎
- 懐奘 - 村上淳
- 波多野義重 - 勝村政信
- 浙翁 - 西村雅彦
- 公仁 - 菅田俊
- 松蔵 - 哀川翔
- 松下禅尼 - 今本洋子
- 如浄 - 鄭天庸
- 老僧 - 笹野高史
- 伊子 - 高橋惠子

## スタッフ
- 監督・脚本：高橋伴明
- 製作総指揮：大谷哲夫
- 原作：大谷哲夫『永平の風 道元の生涯』(文芸社刊)
- 音楽：宇崎竜童、中西長谷雄
- 撮影：水口智之
- 美術：丸尾知行
- 照明：奥村誠
- 録音：福田伸
- 音響効果：福島行朗（シネマサウンドワークス）
- 編集：菊池純一
- 写真：飯田裕子
- 題字：赤松陽構造
- 製作：「禅 ZEN」製作委員会（道元禅師の映画を一緒につくる会、アミューズソフトエンタテインメント、ツインズジャパン、トータル、誉、日本プライベート証券）
- 配給：角川映画

## 原作・史実との違い
映画では、中国寺の典座と道の途上で出会ったように演出されているが、実際は船の中で出会ったようである。